# Nyborgs kommun
Nyborgs kommun är en kommun i Region Syddanmark med Nyborg som centralort. Kommunen bildades 1 januari 2007 genom sammanslagning av gamla Nyborgs kommun, Ørbæks kommun och Ullerslevs kommun i Fyns amt i Danmark.
Gamla Nyborgs kommun täckte en yta på 83,57 km²  och hade 18 833 invånare 2004 .

## Socknar
1. Flødstrups socken
2. Bovense socken
3. Ullerslevs socken
4. Aunslevs socken
5. Skellerups socken
6. Ellinge socken
7. Kullerups socken
8. Vindinge socken
9. Nyborgs socken
10. Herresteds socken
11. Refsvindinge socken
12. Ellesteds socken
13. Ørbæks socken
14. Frørups socken
15. Svindinge socken
16. Langå socken
17. Øksendrups socken
18. Hjulby socken
19. Tårups socken